# Släpkolibrier
Släpkolibrier (Lesbia) är ett litet släkte med fåglar i familjen kolibrier inom ordningen skärrfåglar som återfinns i Anderna från Colombia till sydöstra Peru.
Släktet släpkolibrier omfattar endast två arter:
- Svartstjärtad släpkolibri (L. victoriae)
- Grönstjärtad släpkolibri (L. nuna)